# Глинський Михайло Йосипович
Миха́йло Йо́сипович Гли́нський (біл. Міхаіл Іосіфавіч Глінскі; 21 листопада 1901 — 29 серпня 1991) — радянський військовик часів Другої світової війни, генерал-лейтенант (20.04.1945).

## Біографія
Народився 21 листопада 1901 року в селі Мала Кам'янка Бобруйського повіту Мінської губернії Російської імперії (нині — Бобруйський район Могильовської області Білорусі) в селянській родині. Білорус. Закінчив гімназію у 1918 році.

### Громадянська війна в Росії
У лавах РСЧА з червня 1919 року. Учасник Громадянської війни в Росії у 1920–1921 роках на Західному фронті. Був червоноармійцем 64-го стрілецького полку, помічником діловода відділу забезпечення штабу 22-ї стрілецької бригади 3-ї стрілецької дивізії, військовим комісаром продовольчого транспорту тієї ж бригади.

### Міжвоєнний період
У 1921–1924 роках навчався на кавалерійському відділенні 1-ї об'єднаної командної школи імені
ВЦВК Рад.
По закінченні навчання направлений до 1-ї особливої кавалерійської бригади, де обіймав посади командира взводу, помічника начальника штабу полку, начальника штабу 62-го кавалерійського полку, помічника начальника оперативної частини штабу бригади. У 1928 році пройшов курси удосконалення командного складу з розвідки при Розвідувальному управлінні штабу РСЧА.
З травня 1930 року — у розпорядженні РУ штабу РСЧА, з червня того ж року — працівник для особливих доручень 4-го відділу (зовнішніх відносин) РУ штабу РСЧА, з листопада 1931 року — тво керівника з тактики КУКС з розвідки при РУ штабу РСЧА.
У червні 1932 року закінчив вечірні Академічні курси вищого і старшого командного складу при РУ штабу РСЧА й вступив на основний факультет Військової академії імені М. В. Фрунзе, який закінчив у травні 1933 року. Призначений заступником начальника сектора військових атташе при Наркоматі оборони СРСР.
З грудня 1934 по травень 1938 року — військовий атташе при повпредстві СРСР у Латвійській Республіці.
З травня 1938 року — у розпорядженні Управління з комначскладу РСЧА.
У серпні 1939 року призначений командиром 76-го кавалерійського полку 14-ї кавалерійської дивізії Київського особливого військового округу.
У березні 1941 року переведений на посаду начальника штабу 32-ї кавалерійської дивізії Одеського військового округу.

### Німецько-радянська війна
Учасник німецько-радянської війни з червня 1941 року. Воював на Західному, Південно-Західному, 1-у Українському фронтах.
До грудня 1941 року залишався на попередній посаді. У грудні 1941-січні 1942 року — командир 41-ї кавалерійської дивізії 2-го кавалерійського корпусу.
З березня 1942 по березень 1943 року — командир 7-ї гвардійської кавалерійської дивізії 1-го гвардійського кавалерійського корпусу.
У березні-грудні 1943 року — заступник командира зі стройової частини 1-го гвардійського кавалерійського корпусу.
3 травня 1943 року полковнику М. Й. Глинському присвоєне військове звання «генерал-майор».
З грудня 1943 року й до кінця війни — командир 15-го кавалерійського корпусу Закавказького фронту, який перебував у Ірані.

### Повоєнні роки
З 1946 по 1954 роки був командиром 19-го, 1-го, 24-го гвардійського стрілецьких корпусів.
У 1954–1957 роках — помічник командувача Одеським військовим округом.
З 1957 року — старший військовий радник командувача військами військового округу румунської армії, з 1959 року — в науково-дослідницькій групі Генштабу ЗС СРСР.
У 1960 році вийшов у запас. Мешкав у Москві, де й помер 29 серпня 1991 року. Похований на Троєкурівському цвинтарі.

## Нагороди і почесні звання
Нагороджений орденом Леніна, трьома орденами Червоного Прапора (05.11.1941, …, …), орденом Суворова 2-го ступеня (10.01.1944), двома орденами Вітчизняної війни 1-го ступеня (02.04.1943, 06.04.1985), орденом Червоної Зірки (21.07.1942) і медалями.
Почесний громадянин міста Богородицька Тульської області.